# Krokryggen
Krokryggen är en bergstopp i Antarktis. Den ligger i Östantarktis. Norge gör anspråk på området. Toppen på Krokryggen är 2 623 meter över havet, eller 485 meter över den omgivande terrängen. Bredden vid basen är 7,7 km.
Terrängen runt Krokryggen är bergig norrut, men söderut är den kuperad. Trakten är obefolkad. Det finns inga samhällen i närheten. 